# Laurids Mortensen Scavenius
Laurids Scavenius, född den 6 augusti 1589 på Skagen, död den 19 juni 1655, var en dansk präst. 
Scavenius, som var son till en fiskare, blev student i Köpenhamn och 1610 lärare vid Vor Frue skole där. Åren 1612–19 reste han utrikes med borgmästare Vibes söner, blev därefter kyrkoherde i Roskilde, förflyttades 1627 till Köpenhamn och blev 1639 professor i teologi. 
Som universitetets rektor protesterade Scavenius på riksdagen
i Köpenhamn 1648 mot riksrådets och adelns fordran på uteslutande rätt att välja kung. År 1653 blev Scavenius biskop i Själlands stift.